# Vilmarie Mojica
Pour les articles homonymes, voir Mojica.
Vilmarie Mojica est une joueuse portoricaine de volley-ball née le 13 août 1985 à Toa Baja. Elle mesure 1,77 m et joue au poste de passeuse. Elle totalise 90 sélections en équipe de Porto-Rico.

## Biographie
Elle a participé au championnat du monde féminin de volleyball de la FIVB 2002 en Allemagne. Mojica a été nommée Meilleur Setter au championnat NORCECA 2007, où son équipe a terminé à la cinquième place du classement final. En 2008  elle a été capitaine de l'équipe nationale féminine au tournoi de qualification olympique de 2008 au Japon. Là, l'équipe a terminé huitième et dernière place, après avoir reçu une wild card pour l'événement après le retrait du Pérou et du Kenya. Elle a participé au Championnat du monde FIVB de volleyball féminin 2010.

## Clubs
| Club                  | De        | À         |
| --------------------- | --------- | --------- |
| Pinkin de Corozal     | 2002-2002 | 2010-2010 |
| VK Bakı               | 2010-2011 | 2010-2011 |
| Pinkin de Corozal     | 2012-2012 | 2012-2012 |
| Asystel MC Carnaghi   | 2012-2013 | 2012-2013 |
| Criollas de Caguas    | 2014-2014 | 2014-2014 |
| Valencianas de Juncos | 2015-2015 | …         |

## Palmarès

### Équipe nationale
- Jeux d'Amérique centrale et des Caraïbes
  - Finaliste: 2010, 2014.
- Coupe panaméricaine
  - Finaliste : 2016.

### Clubs
- Championnat de Porto Rico
  - Vainqueur : 2008, 2010, 2014.
  - Finaliste : 2006, 2009, 2017.
- Coupe d'Italie
  - Finaliste : 2013.

### Distinctions individuelles
- Championnat d'Amérique du Nord de volley-ball féminin 2007: Meilleur passeuse.
- Coupe panaméricaine de volley-ball féminin 2009: Meilleur passeuse.
- Championnat d'Amérique du Nord de volley-ball féminin 2009: Meilleur passeuse.
- Volley-ball féminin aux Jeux d'Amérique centrale et des Caraïbes 2010: Meilleur passeuse.